# Besta de repetição
A besta de repetição é uma besta adaptada por molde a simplificar os actos de armar o arco, carregar os virotes e disparar, reduzindo-os a um único movimento manual. Por conseguinte, este tipo de arma consegue disparar mais virotes, por minuto, do que as bestas convencionais. Também é caracterizado por conter uma aljava com vários virotes, armada adjacente ao arco, pronta a aprestar a haste com um virote novo, através de um sistema de alavanca.

### Grécia Antiga

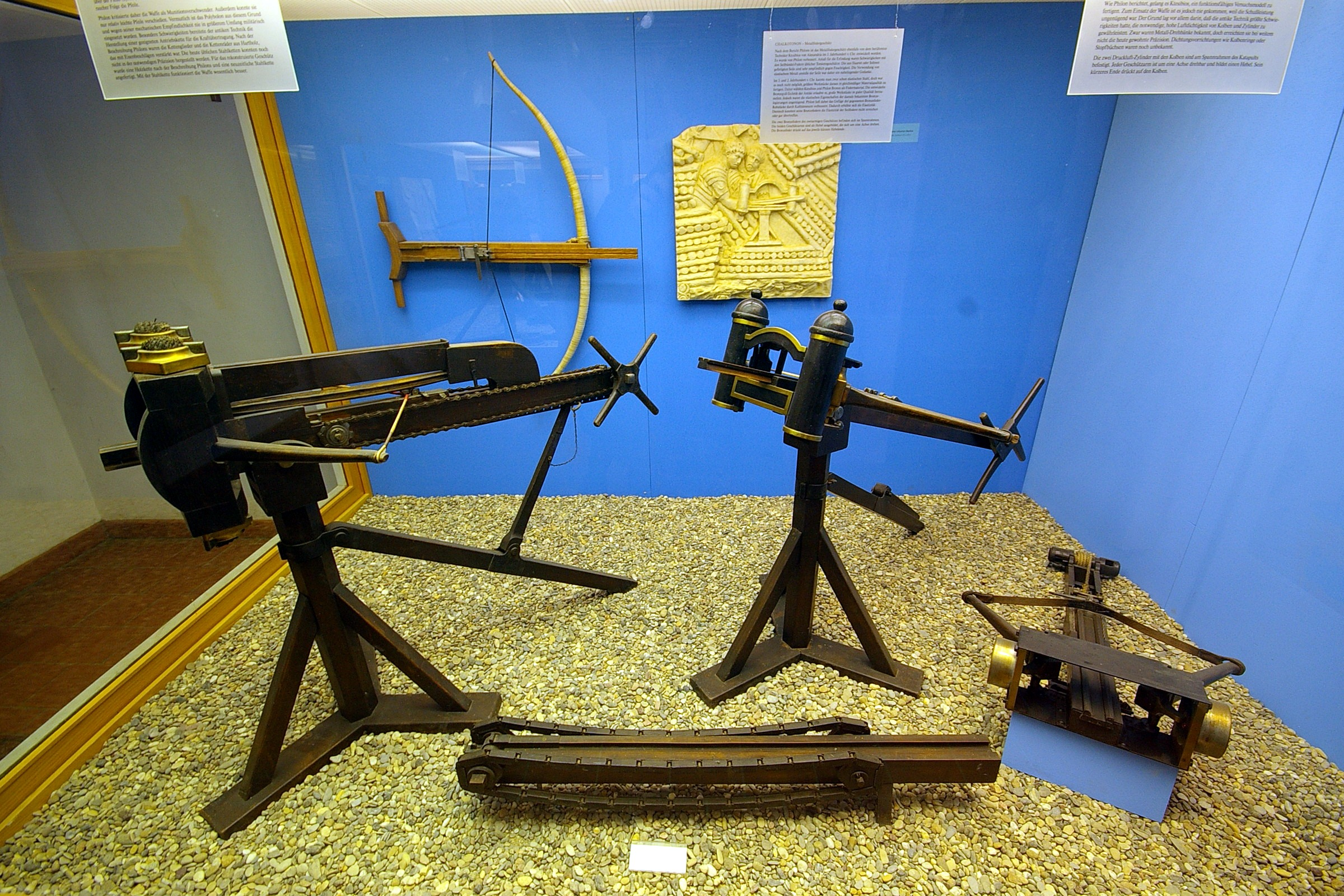
Reconstituição de uma políbole, elaborada pelo engenheiro alemão Erwin Schramm (1856–1935), presentemente em exibição no castelo de Saalburgo.

A mais antiga besta de repetição conhecida, remonta à Grécia Antiga, e terá sido projectada pelo engenheiro grego Dioniso de Alexandria, também chamado Dionísio, o Velho, em Siracusa, no século III a.C, no ensejo de um conflito militar com os cartagineses. Ulteriormente, esta besta foi deveras concebida pelo engenheiro grego Filão de Bizâncio, no século III a.C.
Tratava-se de uma besta de flechas de assédio, chamada «políbole» (πολυβόλος) vocábulo que aglutina os étimos πολύς (polys), "multiplos, muitos" e -βόλος (-bolos) "lançador", que por sua vez advém de βάλλω (ballo), "lançar, arremessar, projectar", significando literalmente «multi-lançador».
De acordo com o tratado de artilharia, a «Belopoeica», redigido por Filão, a políbole não carecia de ser recarregada manualmente, servia-se de um sistema de correias e engrenagens, que a conseguia recarregar automaticamente, por feito da gravidade. Terá sido o primeiro mecanismo do seu tipo à época.

#### Políbole
A políbole diferiria das balistas convencionais na medida em que dispunha de uma aljava de madeira, capaz de conter virotes às dúzias, que era posicionada sobre a mensa (o que modernamente designamos de haste da besta). O mecanismo destaca-se por se servir de um corrente de elos achatados, que se enrolava de torno de um sarilho ou molinete. A mensa, à guisa do que sucedia com a gastrafeta, outra variedade de besta de assédio da antiguidade grega, consistia num suporte de madeira, munido de um mecanismo de noz, que puxava a corda do arco da besta.
Uma vez tesada a corda do arco da besta, dispara-se, rodando o molinete no sentido horário. Ao disparar-se, há um mecanismo, no fundo da aljava, que, por efeito da gravidade, faz com que uma nova munição caia no entalhe da mensa. Depois basta voltar a rodar o molinete, de maneira a que o mecanismo de noz da mensa recue, tornando a entesar a corda do arco da besta e, por conseguinte, armando a besta.

### China Antiga

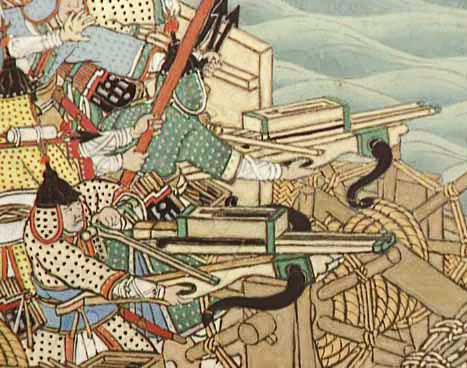
Representação de besteiros chineses, a manobrar Cho-ko-nu, em batalha naval.

Na China Antiga, o exemplar mais antigo conhecido de uma besta de repetição remonta à Dinastia Han.
A besta de repetição chinesa, denominada «chu-ko-nu», em mandarim «zhuge nu» ou «lian nu» e, ainda, em coreano «sunogung», trata-se de uma arma extremamente rudimentar. Crê-se que terá sido concebida pelo estratega e comandante chinês Zhuge Liang (181–234 d.C.), pelo que o nome da arma se trata de um substantivo antroponímico.
Sem embargo, esta tese é controversa entre os historiadores, por virtude de as representações gráficas mais antigas conhecidas desta arma, encontradas na biblioteca de Chu, datarem de 250 a.C., 430 anos antes do nascimento do general. A tese mais plausível, defendida pela historiografia moderna é a de os historiadores da dinastia Ming terão julgado que o modelo de besta de repetição chinesa concebida por Zhuge, que efectivamente lançava vários virotes ao mesmo tempo, era mais antigo do que realmente era, pelo que o terão confundido com a besta chinesa original, a nǔ (弩).
Ulteriormente, terá sido trazida para a Coreia, no reinado de Sejongue (1418–1450).
A última utilização mais notável da besta de repetição chinesa teve lugar na pendência da guerra sino-nipónica (1894–1895). A estrutura base desta arma manteve-se essencialmente imutável ao longo dos séculos, desde a sua concepção no século terceiro depois de Cristo, até aos finais do século XIX, altura em que entrou em decadência, tendo entrado em desuso já no século XX.

#### Besta chinesa de repetição

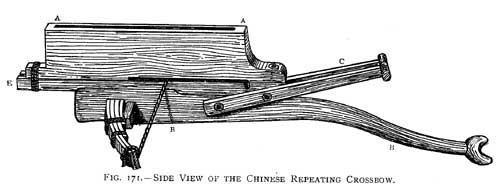
Desenho da besta de repetição chinesa, vista de lado. A aljava é a câmara rectangular que assenta sobre a haste e o arco da besta. Dentro da haste estariam alojados até uma dúzia de virotes.

Concebida por Zhuge Liang, no século III d.C., esta variedade de besta correspondia a uma inovação da besta chinesa clássica (nǔ, 弩). O primeiro protótipo era capaz de disparar até três virotes de um só hausto, sendo que as versões ulteriores da arma já eram capazes de lançar até 10 virotes, no espaço de 15 segundos. Geralmente, os virotes desta besta eram envenenados. Os virotes ficavam armazenados num compartimento de aljava, que assentava na dianteira da haste, e que munia a besta semi-automaticamente, por efeito de se puxar uma alavanca.
O poder de tracção desta besta era bastante reduzido, não orçando mais do que 15 quilos, o que ficava muito àquem das bestas convencionais suas coevas utilizadas no Ocidente. O alcance útil desta besta também deixa bastante a desejar, não ultrapassando os 70 metros em arco, ao passo que a gastrafeta grega, concebida quase dois séculos antes, conseguia um alcance de pouco mais do dobro. 
Este tipo de besta era fundamentalmente uma arma de assédio, geralmente usada por tropas que dispunham de seteiras, balestreiros e buitreiras na muralha, os quais eram redutos seguros de onde podiam disparar e recarregar, correndo pouco risco de ser alvejados pelo inimigo. Quanto às suas dimensões, as hastes teriam cerca de um metro de comprimento, pesando à volta de cinco quilos. Os virotes projectados, por seu turno, mediriam entre 30 a 40 centímetros de comprimento e entre 8 a 10 milímetros de diâmetro.
Havia variedades domésticas desta besta, mais simples, munidas de arco recto (que as assemelhava a fisgas), que eram de uso comum pelos plebeus, para defesa domiciliar. No que toca às suas dimensões, estas versões domésticas da besta de repetição chinesa tinham arcos de 45 centímetros de largura (não há semicircunferência, porque o arco, para todos os efeitos é uma trave perpendicular à haste); hastes com 56 centímetros de comprimento; aljavas com 6 centímetros de comprimento, que aumentavam a extensão da haste; e projectavam virotes com 8 milímetros de diâmetro e 18 centímetros de comprimento.